# Kareltje
Kareltje is een stripfiguur uit het wekelijkse stripblad Donald Duck. Hij is het neefje van Goofy en is in tegenstelling tot zijn oom een snuggere jongen die zich vooral met lezen en wetenschappelijke onderzoeken bezighoudt. 
Het personage werd in 1954 in de Verenigde Staten geïntroduceerd als Gilbert Goof. Vier jaar later verscheen hij als Kareltje voor het eerst in de Nederlandse versie van de Donald Duck.
Het uiterlijk van Kareltje is net als Goofy gebaseerd op de Australische dingo. Kareltje heeft altijd een academische baret (afstudeerhoed) op.